# Pablo Sarabia
Pablo Sarabia García, född 11 maj 1992 i Madrid, är en spansk fotbollsspelare som spelar offensiv mittfältare och yttermittfältare för Wolverhampton Wanderers. Han representerar även spanska landslaget.

## Klubbkarriär
Pablo Sarabia började spela fotboll som 8-åring i E.F.M.O Boadilla (Escuela de Fútbol Madrid Oeste de Boadilla del Monte). År 2004 valde han att börja spela för Real Madrid ungdomsakademi. Han debuterade för Real Madrid Castilla den 3 januari 2010 mot Alcorcón innan han 8 december samma år också spelade sin första match för Real Madrids A-lag.
Under hans andra säsong i Real Madrid Castilla gav tränaren Alberto Toril honom mer speltid och en större roll i laget då han fick börja spela som offensiv mittfältare istället för yttermittfältare som han gjorde tidigare.
Den 2 juli 2019 värvades Sarabia av Paris Saint-Germain, där han skrev på ett femårskontrakt.
Den 17 januari 2023 värvades Sarabia av Wolverhampton Wanderers, där han skrev på ett kontrakt till sommaren 2025.